# Gwoździanka
Gwoździanka est une localité polonaise de la gmina de Niebylec, située dans le powiat de Strzyżów en voïvodie des Basses-Carpates.